# Parafia Narodzenia Najświętszej Maryi Panny i św. Mikołaja w Bielsku Podlaskim
Parafia pw. Narodzenia Najświętszej Maryi Panny i św. Mikołaja w Bielsku Podlaskim – rzymskokatolicka parafia należąca do dekanatu Drohiczyn, diecezji drohiczyńskiej, metropolii białostockiej.
Parafia powstała w około 1430 roku i jest najstarszą w mieście.

## Zasięg parafii
Do parafii należą wierni z miejscowości:

- Augustowo,
- Bańki,
- Malinowo,
- Nałogi,
- Niewino Kamieńskie,
- Niewino Popławskie,
- Niewino Stare,
- Stryki,
- Woronie

oraz wierni z Bielska Podlaskiego (w zachodniej części miasta) mieszkający przy ulicach:

- 3 Maja,
- 11 Listopada,
- Chopina,
- Ciołkowskiego,
- Glogera,
- Jagiellońska (do ul. Kazimierzowskiej),
- Kazimierzowska (do rzeki Białej),
- Kilińskiego,
- Kluka,
- Kolberga,
- Kolejowa,
- Kopernika,
- Kościelna,
- Kościuszki,
- Krucza,
- Kryniczna (nr 2),
- Mickiewicza (do ul. Kazimierzowskiej),
- Narutowicza,
- Obwodowa,
- Piłsudskiego (parzyste do nr 52),
- Plac Ratuszowy,
- Poniatowskiego,
- Poświętna,
- Powstania Listopadowego,
- Powstania Styczniowego,
- Rejonowa,
- Sienkiewicza,
- Walecznych,
- Wierzbowa,
- Wita Stwosza,
- Zachodnia,
- Zamkowa,
- Żeromskiego,
- Żwirki i Wigury (nr nieparzyste).

## Kościół parafialny
Proboszczem i inicjatorem budowy obecnego kościoła był biskup Jan Szyjkowski.